# Kilianskirche (Usseln)

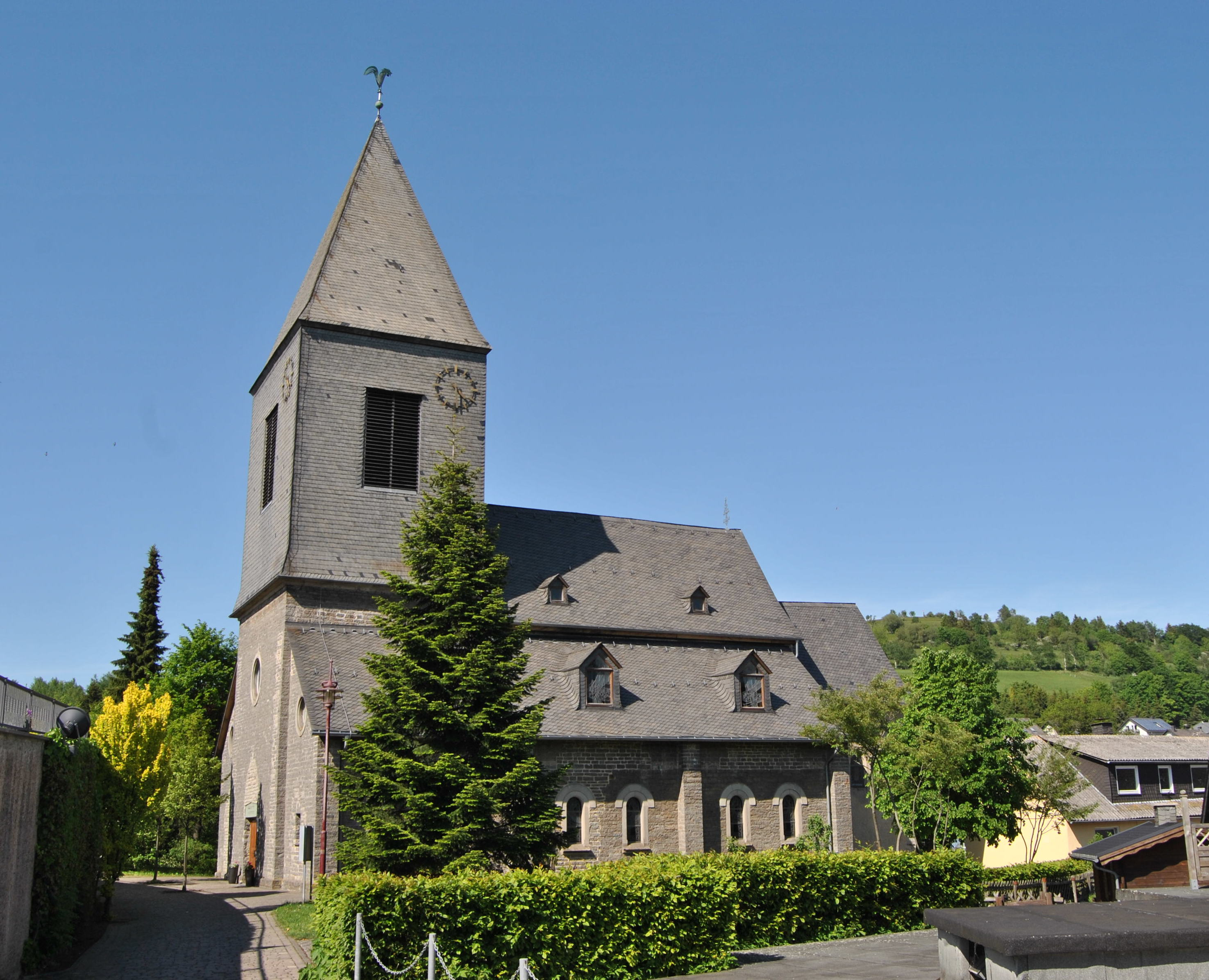
Kilianskirche im Jahr 2012

Die Kilianskirche ist eine evangelische Kirche im Ortsteil Usseln der Gemeinde Willingen (Upland) im nordhessischen Landkreis Waldeck-Frankenberg. Sie gehört zur Kirchengemeinde Usseln im Kirchenkreis Twiste-Eisenberg der Evangelischen Kirche von Kurhessen-Waldeck.

## Geschichte
Nach Angaben der evangelischen Kirchengemeinde wurde um 800 in Usseln eine christliche Gemeinde gegründet und eine Kirche errichtet, die unter dem Patrozinium des Heiligen Kilian stand. Diese wurde im 13. Jahrhundert zu einer dreischiffigen Basilika ausgebaut. Wie ganz Waldeck wurde Usseln im 16. Jahrhundert evangelisch. Erster nachweisbarer evangelischer Pfarrer war in den Jahren 1556 bis 1573 Georg Blefkenius. 1642 brannte die Basilika bis auf den romanisch-frühgotischen Chorraum ab. 
Mitte des 17. Jahrhunderts wurde die Kirche neu errichtet. Aus den vier Kirchspielorten Rattlar, Schwalefeld, Willingen und Usseln beerdigte man bis in das Jahr 1826 die Verstorbenen rings um die Kilianskirche. 
1886 stürzte der Turm ein, der beim Umbau der Kirche in den Jahren 1896 bis 1898 abgerissen und neu errichtet wurde. 1960 erfolgte ein erneuter Umbau des Kirchengebäudes. In diesem Zuge bekam der Turm eine Verkleidung. Zu umfangreichen Renovierungsarbeiten kam es ab dem Jahr 1996, die 2005 abgeschlossen werden konnten.

## Ausstattung
Die ersten Glocken der Kirche fielen dem Brand im Jahr 1642 zum Opfer. Erst 1691 konnte Ersatz beschafft werden. Drei neue Glocken wurden 1897 eingeweiht. Zwei von ihnen mussten im Ersten Weltkrieg für Kriegsrüstung abgegeben werden, wurden jedoch in den Jahren 1929 und 1930 ersetzt. Im Zweiten Weltkrieg kam es zur Beschlagnahme dieser Glocken. An ihre Stelle traten 1948 Stahlglocken. Von diesen ist nur noch eine erhalten, die sich seit 1954 in der Lichter-Kirche Rattlar befindet. 1989 erhielt St. Kilian Bronzeglocken, die anlässlich der 650-Jahr-Feier von Usseln feierlich eingeweiht wurden. 
Die Orgel in St. Kilian stammt aus dem Jahr 1898 und wurde vom Korbacher Orgelbaumeister Jakob Vogt (* 18. November 1811; † 28. Juli 1891) errichtet.
Der aus dem Jahre 1693 stammende Altaraufbau ist ein Werk des Waldecker Barockbildhauers Josias Wolrat Brützel. Dessen grundlegende Sanierung fand in den Jahren 2008 bis 2009 statt.